# Melanie Böhm

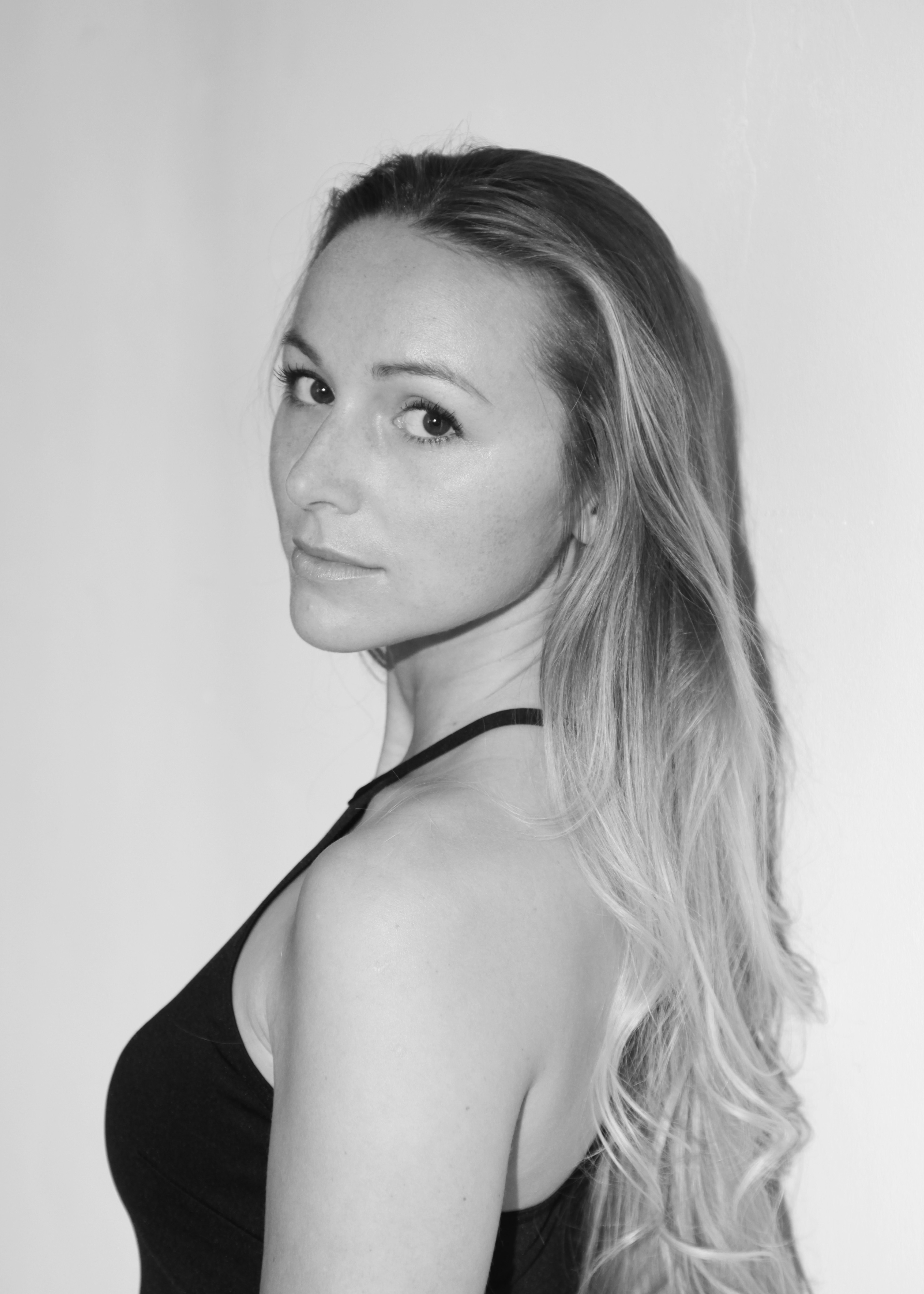
Melanie Böhm (2019)

Melanie Böhm (* 10. Dezember 1990 in Linz) ist eine österreichische Schauspielerin, Sängerin und Tänzerin.

## Leben
Melanie Böhm stammt aus Oberösterreich und ist dort aufgewachsen. Im Alter von 5 Jahren begann sie mit Tanzunterricht, wenig später auch mit Gitarrenunterricht. Mit 13 Jahren wurde sie an der Musical-Theatre-Academy in Linz angenommen und bekam dort zusätzlich privaten Schauspielunterricht. Im Alter von 14 Jahren übernahm sie die Rolle der Dorothy im Musical The Wiz am Stadttheater Wels und mit 16 Jahren die Rolle der Lily St. Regis im Musical Annie am Landestheater Linz.
Neben der Bundesbildungsanstalt für Kindergarten- und Hortpädagogik absolvierte Böhm zusätzlich eine Ausbildung zur Tanzpädagogin in Linz und verlagerte anschließend nach der Matura ihren Lebensmittelpunkt nach Wien. In Wien studierte sie Schauspiel, Gesang und Tanz am Performing Center Austria und nahm nebenbei privaten Schauspielunterricht.
2013 spielte sie neben Sr. Johanna Benedicta in ihrer Abschlussproduktion auch die Rolle der Mascha im Schauspielstück Villa Dolorosa von Rebekka Kricheldorf im Kasino des Burgtheaters Wien. Nach einigen Engagements in Österreich, der Schweiz, London, Frankreich, Italien und Deutschland lebt sie nun in ihrer Wahlheimat Hamburg. Dort gründete sie 2016 gemeinsam mit dem Schauspieler Max König die Schauspiel- und Musicalvorausbildung „Bühnenmaterial“.
2018 hatte sie ihr Debüt am Kalkberg in Bad Segeberg bei den Karl-May-Spielen mit dem Stück Winnetou – und das Geheimnis der Felsenburg. Dort spielte sie an der Seite von Jan Sosniok, Jochen Horst und Christine Neubauer die Rolle der Mexikanerin Felisa.

## Theater (Auswahl)
- 2005: The Wiz, Dorothy – Stadttheater Wels
- 2007: Annie, Lily St. Regis – Landestheater Linz
- 2013: Disney’s Alice im Wunderland, Das weiße Kaninchen – Wiener Stadthalle
- 2013: Voulez-Vous, Sr. Johanna-Benedicta – Theater Akzent Wien
- 2013: Villa Dolorosa, Mascha – Kasino, Burgtheater Wien
- 2013: Der Ölprinz – Festspiele Winzendorf
- 2014: Grease, Marty – Tournee (D/Ö/CH)
- 2014–15: Saturday Night Fever – Le Théâtre (CH)
- 2015: Im Tal des Todes, Susan – Festspiele Winzendorf
- 2015: Alternative Hair Show – Royal Albert Hall, London
- 2015–16: Richard O’Briens The Rocky Horror Show – Schauspielhaus Kiel
- 2015–17: Yan Douvendak‘s Sound of Music, Solistin – Théâtre Vidy-Lausanne; Teatro Arena del Sole; Théâtre des Amandiers;
- 2016: A Chorus Line, Judy Turner[9] – Stadttheater Klagenfurt
- 2016: Wonderland, Alice – Stadthalle Enns[10]
- 2017: In 80 Tagen um die Welt – oder wie viele Opern passen in ein Musical (Uraufführung), Frau Zeta – Musiktheater Linz
- 2017: West Side Story, Anybodys – Mecklenburgisches Staatstheater Schwerin
- 2017–18: West Side Story – Staatsoper Hannover
- 2018: Winnetou – und das Geheimnis der Felsenburg, Felisa – Karl-May-Spiele Bad Segeberg[11][12]
- 2018: Der Bewegte Mann, Elke[13] – Hamburger Kammerspiele
- 2018–19: West Side Story, Anybodys – Staatsoper Hannover[14]
- 2019–20: Flashdance, Alex Owens (Walk-In), Tournee (D/Ö/CH)
- 2020: Das Dschungelbuch[15], Mowgli – Stadttheater Klagenfurt[16]
- 2021: Das Gold der Rocky Mountains – Karl-May-Spiele Bad Segeberg
- 2021–22: Das Dschungelbuch[15], Mowgli – Stadttheater Klagenfurt[16]
- 2022: Der Ölprinz[17][18], Lissy - Karl-May-Spiele Bad Segeberg
- 2022: Der Zauberer von Oz[19] – Oper Kiel

## Filmografie
- 2011: Die Tänzerin – Lebe deinen Traum – Regie: Hans-Günther Bückling
- 2015: Knall Genial – Regie: Thomas Brezina
- 2017: Schachmatt (Kurzfilm) – Regie: Gerrit Magnus Beduhn
- 2018: Die Befreiung (Kurzfilm/Kino) – Regie: Mario Zozin
- 2018: Police (Kurzfilm) – Regie: Roman Meyer-Paulino
- 2019: Skorya (Kurzfilm/Kino) – Regie: Roman Meyer Paulino
- 2019: Le Pavillon (Kurzfilm) – Regie: Melanie Böhm, David Wehle
- 2020: Herzgrün (Kurzfilm) – Regie: Gerrit Magnus Beduhn
- 2020: Hautnah (Kurzfilm) – Regie: Gerrit Magnus Beduhn
- 2020: Jungfernfahrt (Kurzfilm) – Regie: Yannick Frotz
- 2020, 2021: WaPo Bodensee (Fernsehserie, zwei Folgen) – Regie: Tom Zenker
- 2021: Die Kanzlei (Serie) – Regie: Steffi Doehlemann
- 2021: Alles was zählt (Serie) – Regie: Herbert Wüst
- 2022: Brandheißer Einsatz (Film) – Regie: Martin Busker
- 2023: 2 unter Millionen (Fernsehfilm) – Regie: Matthias Tiefenbacher
- 2023: Operation White Christmas (Kinofilm) – Regie: Flo Lackner
- 2024: Feuerwehrfrauen: Phönix aus der Asche (Fernsehreihe) – Regie: Martin Busker

## Auszeichnungen
- 2011: 1. Platz bei den Austrian Open in der Kategorie „Song & Dance“
- 2013: prämiert durch das Burgtheater Wien für das Stück Villa Dolorosa, Rolle: Mascha